# Barricade (film 2012)
Barricade è un film del 2012 diretto da Andrew Currie. 
Il protagonista del film, di genere thriller-horror, è l'attore canadese Eric McCormack. La pellicola fu pubblicata il 9 settembre 2012. Questo fu il primo film prodotto dalla WWE Studios a non avere come protagonista (o comunque come attore non-principale) un wrestler WWE. In Brasile il film è uscito con il titolo Barricada, mentre in Russia Баррикады.

## Trama
Terrance Shade va in vacanza con i suoi due bambini dopo la morte della loro madre. Lì incontrano un simpatico vecchietto di nome Howes che presta al padre la chiave di una baita. Quando il vedovo e i due bambini si trasferiscono nella baita, comincia a scatenarsi una bufera di neve. L'intera famiglia si ammala e la malattia fa sì che il padre abbia delle allucinazioni, dicendo che nella baita con loro si trova un'entità invisibile. A quel punto Terrance comincia ad avere anche dei flashback sulla moglie. Poco dopo, i bambini muoiono, e il padre comincia a piangere dandosi la colpa di quanto successo. Allora sente la voce della moglie defunta, che li sussurra che egli aveva fatto del suo meglio.

## Accoglienza
Su Internet Movie Database, il film riceve 4,5 punti su dieci, su un totale di 2293 recensioni. Su Rotten Tomatoes il numero delle critiche ammonta a 252, e solo il 14% ha messo "il pollice in su", con un rating di 2.1 su 5.